# 윤성범
윤성범(尹聖範, 1916년 ~ 1980년 1월 22일)은 대한민국의 목사이며 감리교 신학대학교에서 교수를 하였다. 호는 해천(海天)이다. 경상북도 울진(蔚珍) 출신으로 일본 도시샤대학, 스위스 바젤 대학교 등지에서 수학했다. 현대 신학자 카를 바르트(1886∼1968)의 제자였다. 국제종교사학회 실행위원과 감신대학교 초대 대학원장을 지냈으며, 저서로는 ‘기독교와 한국사상’ ‘한국적 신학’ 등이 있다.
 그의 신학은 토착화 신학으로 한국신학계에 잘 알려져 있다.

## 생애
1934년 평양의 광성 고등보통학교(光成高等普通學校)를 졸업하고, 1941년 일본 도시샤 대학 신학부를 나온 뒤 1955년 스위스 바젤대학교 신학부에서 박사학위를 받고 귀국하였다.
귀국 후 1946년부터 재직하여온 감리교신학대학 조직신학 교수로 다시 활동하면서 대학원장·학장직을 맡았고, 1960년부터 1975년까지 국제종교사학회(國際宗敎史學會) 실행위원, 한국종교사학회 회장, 한국기독교학회 회장, 전국신학대학협의회 이사 등을 지냈다. 1941년부터 1945년까지 강화·이천 등지에서 감리교회 목사로 시무하기도 하였다. 1950년대 말부터 많은 논문을 발표하여, 신학의 토착화를 강조하는 독특한 신학방법론을 제시하였다. 『기독교와 한국사상』(1964)·『다석(多夕)한국적 신학』(1976) 등의 저서와, 「단군신화는 Vestigium Trinitas이다」(1963)·「신학방법서설」(1961) 등의 논문이 있다. 자유주의 신학사상의 대표적 흐름인 토착화 이론의 선구자로 여겨지고 있으며, 감리교신학대학의 토착 신학적 학풍을 형성하여 놓은 인물로 평가되고 있다.

## 경력
- 1927 수원 남양고립보통학교를 졸업
- 1927 평양 광성고등보통학교를 졸업
- 1941 도시샤 대학 신학부 졸업. 같은 해 이희영(李熙永)과 결혼
- 1941 전도사로 목회를 시작하여 홍천·이천 등지에서 시무
- 1945 목사 안수를 받고 정회원에 허입
- 1946 감리교신학교 교수로 임명
- 1954 스위스 바젤대학교에서 바르트(K. Barth)에게 직접 수학
- 1954 신학박사 학위 후 감리교신학교 조직신학 교수로 봉직
- 1957 이후 40여 편의 논문을 [기독교사상]을 통해 발표
- 1970 감리교신학대학 초대 대학원장
- 1977 감리교신학대학 제2대 학장으로 취임 및 시무
- 1960 국제종교사학회 실행위원으로 피선
- 1960 제10회 국제종교사학회 참석(서독)
- 1965 미국에서 개최된 국제종교사학회 참석
- 1975 제13회 국제종교사학회에 참석(영국)
- 1970 한국종교사학회 회장
- 1977 한국기독교학회 회장
- 1979 전국신학대학협의회 이사

## 토착화 신학
토착화 신학이란 전통적인 서구 신학을 따르지 않고 한국의 토양에 맞는 ‘한국적 신학’을 정립하기 위해 한국의 고유한 정신문화와 종교 가치를 탐구 대상으로 삼는 신학이라고는 하나,로마가톨릭의 적응성 선교에 의한 현지화 신학화의 변형이다.
토착화 신학의 관심 주제인 토착화는 상황화(contextualization) 혹은 문화화(encultration)로도 설명되는데 이는 기독교 복음을 토착적 종교와 문화 상황에서 어떻게 수용, 해석, 적용할 것인가 하는 질문에서 출발한다. 기독교 선교나 전도의 내용이 되는 복음을 규명하고 진술하기보다는 복음이 적용되는 종교·문화적 상황을 탐구의 내용으로 삼는다는 점에서 ‘상황 신학’(contexual theology)이라 할 수 있다. 따라서 보수적이기보다는 진보적이다. 그리고 방법론에서의 토착화 신학은 서구 기독교의 교리와 역사 전통뿐 아니라 동양(한국)의 종교와 문화 전통도 신학적 사유의 대상과 내용이 되어야 한다는 입장에서 동·서양의 종교와 철학 사상 사이의 대화를 적극 모색한다.